# Каприно (Бергамо)
Каприно је насеље у Италији у округу Бергамо, региону Ломбардија.
Према процени из 2011. у насељу је живело 2305 становника. Насеље се налази на надморској висини од 410 м.